# Alain Touraine
Pour les articles homonymes, voir Touraine.
Alain Touraine, né le 3 août 1925 à Hermanville-sur-Mer (Calvados) et mort le 9 juin 2023 à Paris, est un sociologue français de l'action sociale et des nouveaux mouvements sociaux, directeur d'études à l'École des hautes études en sciences sociales.
Alain Touraine est l'un des fondateurs de la sociologie française du travail après la Seconde Guerre mondiale. Connu en particulier pour ses travaux sur le mouvement étudiant de Mai 68 en France et sur le syndicat Solidarnosc dans la Pologne communiste, il a publié plus d’une cinquantaine de livres.

## Biographie
Alain Touraine est le fils d'un médecin féru de littérature. 
Après un passage en khâgne au lycée Louis-le-Grand, à Paris, il entre à l'École normale supérieure en 1945. Deux ans plus tard, cherchant à fuir le monde clos de l'École normale, il part en voyage d'étude en Hongrie, pour préparer le centenaire des révolutions de 1848 explorant les exploitations agricoles, en pleine période de réforme agraire.
Après un passage par la Yougoslavie, il s'établit près de Valenciennes, dans le bassin minier du Nord-Pas-de-Calais, pour faire l'expérience de la vie de mineur (1947-1948). Cet engagement marquera son œuvre et l'orientera vers une réflexion sur l'industrie, le travail et la conscience ouvrière.
La lecture du livre Les problèmes humains du machinisme industriel (1946) de Georges Friedmann et sa rencontre avec l'auteur le convainquent de terminer ses études. Il revient à l'École normale supérieure pour y passer l'agrégation d'histoire, qu'il obtient en 1950. La même année, Friedmann le fait entrer au Centre national de la recherche scientifique (CNRS), où il intègre le Centre d'études sociologiques, dirigé par Friedmann et Georges Gurvitch.
Il obtient une bourse de la fondation Rockefeller pour un séjour à l'université Harvard en 1952 ; il y côtoie Talcott Parsons et étoffe ses connaissances en sociologie. En 1956, il se rend au Chili, où il rencontre Adriana Arenas, qu'il épouse la même année. Son attachement à l'Amérique du Sud lui fournira matière à plusieurs projets de recherche. En 1958, il quitte le CNRS pour l'École des hautes études en sciences sociales. L'année suivante, il participe à la fondation de la revue Sociologie du travail.
En 1964, il soutient à la faculté des lettres et sciences humaines de l'université de Paris sa thèse de doctorat ès lettres, intitulée « Sociologie de l'action ». Les travaux sont en grande partie centrée sur les grandes usines Renault. Sa thèse complémentaire, « La conscience ouvrière », paraît en 1966.
Nommé en 1967 conseiller technique du ministre de l’Éducation Alain Peyrefitte, son ex-condisciple à l'École normale supérieure, il prendra l'année suivante, à 43 ans, la direction du département de sociologie à l'université de Nanterre, succédant à Henri Lefebvre, ex-communiste proche des situationnistes,, qui avait convaincu en février 1967 Alain Touraine de prendre avec lui leur défense quand ils furent menacés à Strasbourg.
Partisan de la suppression des examens, il fait voter une motion des enseignants contre l'expulsion de Daniel Cohn-Bendit, que Peyrefitte lui demande ensuite d'amener en pleine nuit des barricades à négocier avec le recteur, l'arrêt des manifestations, déjà refusé en direct sur RTL par Alain Geismar et Jacques Sauvageot. Divulguée par Europe1, la "médiation Touraine" échoue, Peyrefitte négociant aussi avec James Marangé (FEN) et Jean Daubard (SNI) une réunion le surlendemain, avec l'UNEF et le SNESup, ajournée quand Pompidou cède dès son retour et offre à Cohn-Bendit un "débat télévisé inédit", espérant le discréditer.
En 1973, il publie l'une de ses œuvres maîtresses, Production de la société. Quelques années plus tard, il commence ses travaux sur les mouvements sociaux et met en place les cadres de sa méthode d'intervention sociologique.
Dès 1978, son livre La Voix et le Regard tente une synthèse de la sociologie des mouvements étudiants, régionalistes, et féministes, selon lui désormais plus importants que l'ouvriérisme socialiste et demande si «le temps des luttes sociales, des rapports de classes, des mouvements sociaux » n'est pas passé.
En 1981, il se rend en Pologne pour étudier de près le mouvement syndical Solidarność et en 1988 il publie "La Parole et le Sang", une analyse générale, politique et sociale du continent sud-américain couvrant un demi-siècle.
En 2002, il est candidat à l'Académie française.
Il est le père de deux enfants, Marisol, ministre des Affaires sociales et de la Santé de 2012 à 2017 dans les gouvernements socialistes, de Jean-Marc Ayrault puis de Manuel Valls, et Philippe, professeur d'endocrinologie au CHU de la Pitié-Salpêtrière.
Alain Touraine meurt dans la nuit du 9 juin 2023 dans le 13e arrondissement de Paris, à l'âge de 97 ans,. Il est inhumé au cimetière du Montparnasse (division 10).

### Engagement politique
En 1980, Alain Touraine prend position pour la candidature de Coluche lors de l'élection présidentielle française de 1981 après que Bourdieu, Deleuze et Guattari s'y sont déclarés favorables.
En 1984, après le tournant libéral du Parti socialiste, il salue le gouvernement dont « le mérite essentiel est de nous avoir débarrassé de l'idéologie socialiste. »
En 1989, il s'oppose à l'expulsion des élèves voilées dans le cadre de l'affaire des foulards de Creil et signe avec René Dumont, Gilles Perrault et Harlem Désir un manifeste pour une laïcité 'ouverte' publié dans l'hebdomadaire Politis le 9 novembre 1989.

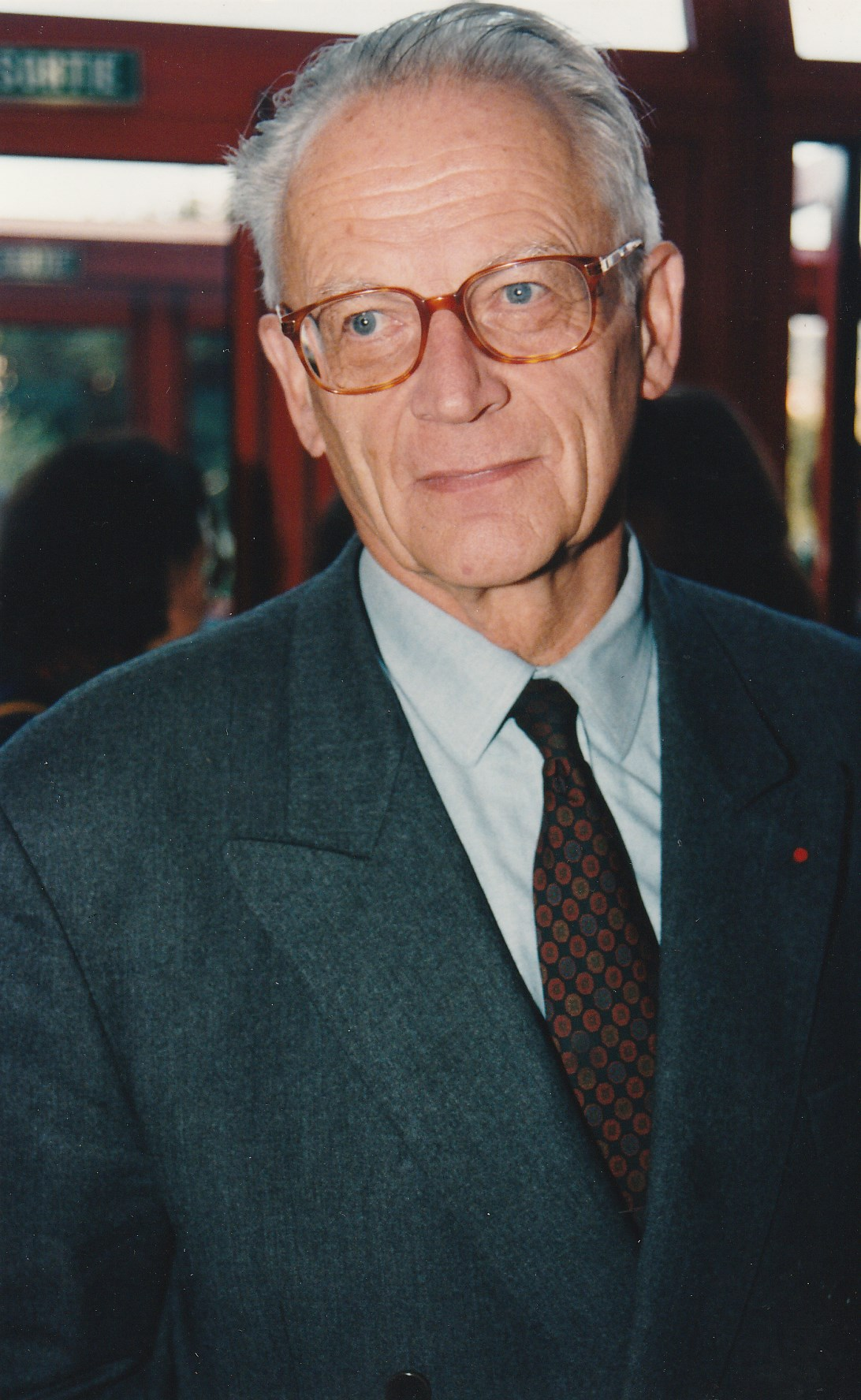
Alain Touraine, président du Festival international de géographie en 1997.

En 1994, il se présente aux élections européennes sur la liste L'Europe commence à Sarajevo, aux côtés notamment de Bernard-Henri Lévy et de Romain Goupil.
Il soutient le Plan Juppé de 1995 sur les retraites et la Sécurité sociale et intervient fréquemment dans les médias pour le défendre face aux grèves. Selon lui, ces grèves ne posaient pas les bonnes questions, car se focalisant trop sur la défense des salariés. Le Premier ministre Alain Juppé indique en retour avoir « enregistré ce soutien avec beaucoup d’intérêt et [être] toujours très attentif à ce que dit Alain Touraine ».
Il est signataire en 1996 d'un appel en faveur des zapatistes au Chiapas.
Après les attentats du 11 septembre 2001, il soutient l'invasion de l'Afghanistan par les États-Unis et leurs alliés.
Il dénonce le mouvement de grèves de 2003 contre la Loi Fillon sur les retraites, se déclarant « effaré ».
Sur les questions économiques, il est favorable à un rôle accru du secteur privé et à des privatisations.

## Perspective théorique: l'actionnalisme
Bien qu'il ait été proche de Talcott Parsons, Touraine ne s'inscrit pas dans la perspective fonctionnaliste. Il s'oppose également au structuro-marxisme de Louis Althusser, dominant après Mai 68.

## Travaux

### Une sociologie de l'action
Alain Touraine avait demandé à Raymond Aron de présider le jury de soutenance de sa thèse à la Sorbonne. « Il garde de cette soutenance le souvenir cuisant d'une humiliation publique, qu'il qualifiera de « mise à mort cérémonielle », le jury dénigrant son travail en des termes n'ayant que peu à voir avec la critique purement scientifique[non neutre]. » Cet épisode le conforte dans sa réserve à l'endroit des hiérarchies universitaires.
Raymond Aron en relate le déroulement dans ses mémoires.

### Analyse de l'évolution du travail ouvrier
Dans ses travaux d'études en sociologie et ses premières recherches, il sera suivi par Georges Friedmann, le père de la sociologie du travail en France. Il commence ses recherches de terrain sur des ateliers de mineurs au Chili, et tissera des liens étroits avec ce pays, de même qu'il aura des relations très privilégiées avec l'aire culturelle latino-américaine en général. Étudiant les conditions de travail et le rôle des syndicats, il a proposé dans les années 1950 et 1960 des réflexions et des constats sur la « conscience ouvrière ».
Son premier livre, L'Évolution du travail ouvrier aux usines Renault, fait figure d'analyse désormais classique en sociologie. Il y relate l'évolution du travail en trois phases :
- Phase A

« Elle commence aux débuts de l'ère industrielle. La machine la plus primitive, par exemple le tour du potier, reste encore pour la conception des machines dans l'industrie un modèle. Il permet la rencontre de trois éléments : l'outil, en l'occurrence la main de l'artisan ; la matière à travailler, ici la terre ; la machine elle-même, ici un plateau souvent actionné par le pied de l'homme. […] Les premières machines sont des machines universelles sur lesquelles les outils sont démontés puis remontés différemment à chaque opération nouvelle. […] Ces machines […] comme la célèbre fraiseuse universelle de Brown de 1861, […] sont des machines flexibles ou souples. Leur production est de type unitaire ou de très petite série. L'ouvrier acquiert savoir et savoir-faire […] et il y a un réel travail d'équipe, avec une hiérarchie dans l'équipe correspondant à une connaissance fondée sur l'expérience. […] Le rapport avec la hiérarchie est caractérisé comme celui du retranchement professionnel. […] L'ingénieur qui le commande ne peut lui dire le “comment faire”. […] Le profil de l'agent de maîtrise type chargé de commander plusieurs équipes d'ouvriers sera celui d'un bon technicien et d'un bon organisateur, la compétence technique est indispensable ici pour s'imposer. »

- Phase B

« C'est celle de la production en grande série. On y passe par un mouvement de décomposition du travail. Les différentes opérations que faisait l'unique machine universelle de la phase A sont décomposées et attribuées à différentes machines spécialisées donc dans une seule opération. L'ouvrier ou l'ouvrière travaillant à charger et à décharger la pièce sur ces machines est appelé “spécialisé”, nom dérisoire car il n'a en fait aucune spécialisation. C'est la machine qui est spécialisée dans une seule opération. […] Cet ouvrier a radicalement changé : […] un OS se forme en quelques heures et atteint un niveau de production moyen en quelques jours ou quelques semaines. […] Son rapport à la hiérarchie est un rapport de soumission […] aux services fonctionnels des méthodes. […] C'est à un véritable transfert de pouvoir que l'on assiste : la part du pouvoir technique qui était aux mains des ouvriers de l'atelier de la phase A passe entièrement à celles des membres des bureaux des méthodes de la phase B. Ce moment est celui où intervient Taylor (et l'organisation scientifique du travail, l'OST). »

- Phase C

« Elle s'inscrit dans un mouvement de recomposition du travail sous la pression économique de production en très grande série et l'effet de la découverte de l'automation. […] Elle est caractérisée par le regroupement des opérations décomposées de la phase B. Les tâches élémentaires […] sont désormais exécutées successivement par une seule machine qui regroupe les opérations effectuées de façon séparée par des machines spécialisées. La nouvelle machine s'appelle la “machine-transfert”. Elle effectue elle-même le transfert des pièces d'une machine à une autre machine, chacune de celles-ci se mettant automatiquement en marche lorsque la pièce est devant elle. Le nombre des ouvriers spécialisés décroît : ils gardent la tâche manuelle de charger-décharger la machine-transfert — tant que cela n'est pas aussi automatisé —, obtiennent une tâche de surveillance et de contrôle, mais toujours sans initiative. Il se crée par contre une catégorie plus nombreuse qu'en phase B d'ouvriers d'entretien très qualifiés, mais dont la qualification est étroite : […] réparateurs, […] travaux d'entretien et surtout de maintenance. Le principe central de la phase C est l'interdépendance, toutes les forces de l'entreprise convergeant vers le maintien en état de marche simultané de tous les ateliers ou de tous les services. Le profil de l'agent de maîtrise se modifie, car son rôle est d'assurer le fonctionnement harmonieux, […] de veiller à ce que l'équipe ne manque de rien, […] mais peut-être plus encore à ce que des tensions ou des conflits n'éclatent pas dans les sous-groupes de travail. Plus que dans la phase B, le pouvoir technique semble s'éloigner de l'atelier et de l'entreprise. Il est entre les mains des services d'ingénierie qui conçoivent les procédés ou de sociétés de services créant les ateliers de toutes pièces. »

Selon Alain Touraine, l'évolution générale de la phase A à la phase C peut être résumée ainsi : « On est passé d'un système professionnel qui repose sur l'autonomie professionnelle de l'ouvrier qualifié de fabrication à un système technique de travail défini par la priorité accordée à un système technique d'organisation sur l'exécution individuelle du travail. »

### Autres apports

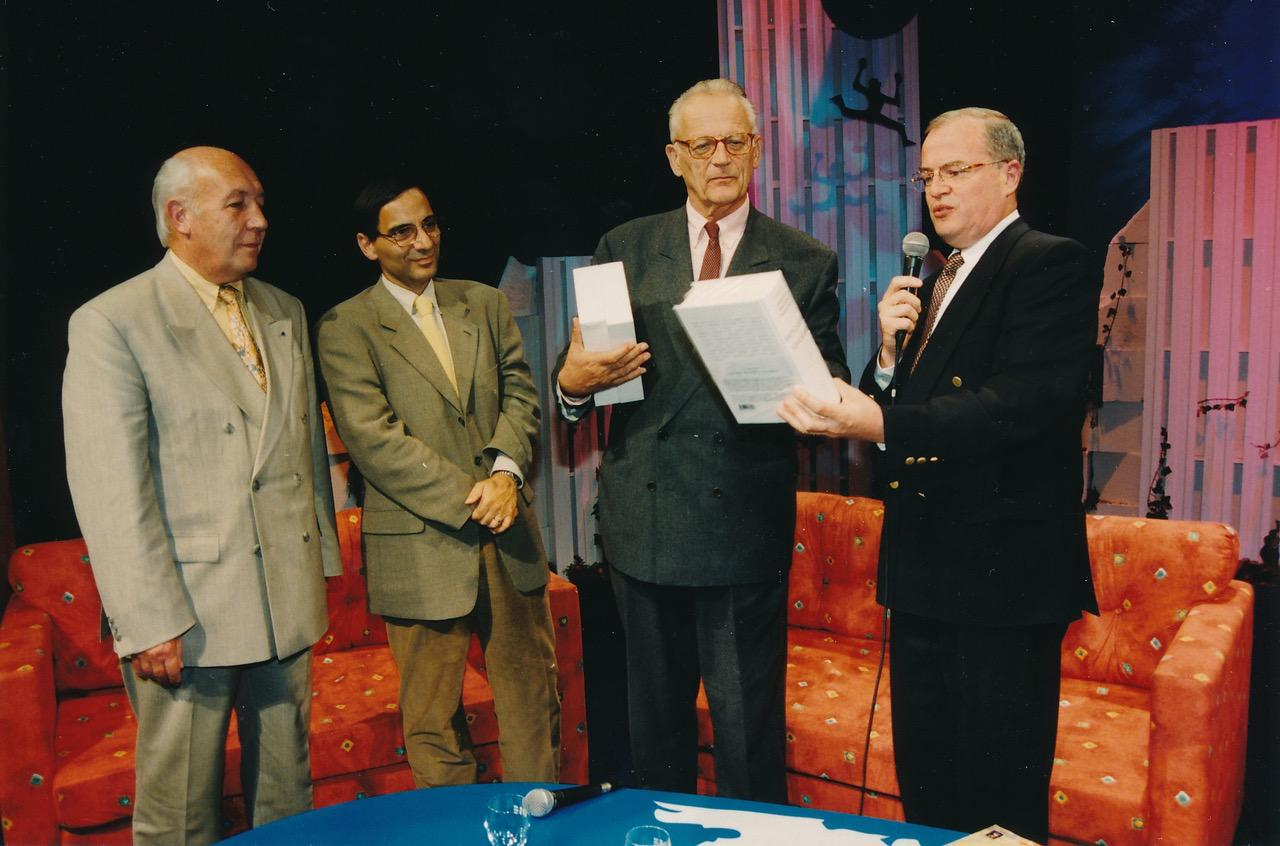
Alain Touraine en 1997.

La crise de Mai 68 l'amène à diagnostiquer le passage d'une pure domination économique à une domination culturelle : à l'opposition entre prolétaires et bourgeois se substituerait une opposition entre ceux qui ont des « savoir-faire » et ceux dont la position dans le système médiatique assure une large influence.
Il s'intéresse aux phénomènes sociaux du début des années 1970, désignés sous le terme de NMS, c'est-à-dire « nouveaux mouvement sociaux » (mouvements féministes, régionalistes…), et se demande s'ils peuvent être perçus comme de nouveaux acteurs en lutte contre les éléments de domination actuels. Sa conclusion est qu'on ne saurait les considérer comme les acteurs fondamentaux de la société post-industrielle.
Il est partagé entre l'actionnisme, dans le sens où nous avons le pouvoir sur l'histoire, et le déterminisme, car nous sommes, selon lui, déterminés par nos lois et valeurs.
Il estime finalement que la sociologie doit se débarrasser du concept de social, « de même que les historiens se sont débarrassés de toutes les formes d'évolutionnisme, et ils ne s'en sont pas plus mal tirés »[réf. nécessaire].

Ces vues lui ont valu d’être considéré comme « opposé aux mouvements sociaux » en général et conservateur,,,. À ce genre de critiques et, de façon indéterminée, aux positions proches de celles de Pierre Bourdieu, Touraine applique le terme de « populisme » :
« Hoy vemos desarrolarse, alredor de Le Monde diplomatique, por un lado, y de Pierre Bourdieu, por otro, una campaña de panfletos que consigue un gran exito editorial y que, enarbolando la bandera de la ciencia, produce textos que no tienen validez cientifica alguna, pero que agradan al nuevo populismo que se alza contra las elites, contra la mundializacion de la economia y contra los intelectuales sometidos a los medios de comunicacion. Esta tendencia es fuerte, sobre todo in Francia. »
« Aujourd’hui, on voit se développer, autour du Monde diplomatique d’un côté, et de Pierre Bourdieu de l’autre, une campagne de critiques qui obtient un grand succès éditorial et qui, sous la bannière de la science, produit des textes qui n’ont aucune valeur scientifique mais qui plaisent à ce nouveau populisme qui s’élève contre les élites, la mondialisation de l’économie et les intellectuels soumis aux médias. Cette tendance est forte, surtout en France. »
Alain Touraine, « El regreso del populismo », El Pais, 28 mai 1998.».

## Ouvrages
- 1955 : L'Évolution du travail ouvrier aux usines Renault (thèse, sous la direction de Georges Friedmann)
- 1961 : Ouvriers d'origine agricole (avec O. Ragazzi)
- 1965 : Sociologie de l’action[36]
- 1966 : La Conscience ouvrière
- 1968 : Le Mouvement de Mai ou le communisme utopique
- 1969 : La Société post-industrielle : naissance d'une société
- 1972 : Université et société aux États-Unis
- 1973 : Production de la société
- 1973 : Vie et mort du Chili populaire
- 1974 : Pour la sociologie
- 1974 : La société invisible
- 1974 : Lettre à une étudiante
- 1976 : Les Sociétés dépendantes
- 1977 : Un désir d'histoire
- 1978 : La Voix et le Regard : sociologie des mouvements sociaux[37]
- 1978 : Lutte étudiante
- 1979 : Mort d'une gauche
- 1980 : La Prophétie antinucléaire (avec F. Dubet, Z. Hedegus, M. Wieviorka)
- 1980 : L'Après-socialisme
- 1981 : Le Pays contre l'État (avec F. Dubet, Z. Hegedus, M. Wieviorka)
- 1982 : Solidarité (avec F. Dubet, J. Strzelecki, M. Wieviorka)
- 1984 : Le Mouvement ouvrier (avec M. Wieviorka et F. Dubet)
- 1984 : Le Retour de l’acteur[38]
- 1987 : Actores sociales y sistemas políticos de América Latina
- 1988 : La Parole et le Sang
- 1992 : Critique de la modernité[39]
- 1994 : Qu’est-ce que la démocratie ?
- 1995 : Lettre à Lionel, Michel, Jacques, Martine, Bernard, Dominique… et vous
- 1996 : Le Grand Refus : réflexions sur la grève de décembre 1995 (avec F. Dubet, F. Khosrokhavar, D. Lapeyronnie, M.Wieviorka)
- 1997 : Pourrons-nous vivre ensemble ? Égaux et différents
- 1997 : Eguaglianza e diversità : i nuovi compiti della democrazia
- 1998 : Sociologia
- 1999 : Comment sortir du libéralisme ?
- 2000 : La Recherche de soi : dialogue sur le sujet (avec F. Khosrokhavar)
- 2004 : Un débat sur la laïcité (avec A. Renaut)
- 2005 : Un nouveau paradigme : pour comprendre le monde d’aujourd'hui
- 2006 : Le Monde des femmes
- 2007 : Penser autrement
- 2008 : Si la gauche veut des idées (avec Ségolène Royal)
- 2010 : Après la crise
- 2012 : Carnets de campagne
- 2013 : La Fin des sociétés
- 2015 : Nous, sujets humains
- 2016 : Le Nouveau siècle politique
- 2018 : Défense de la modernité
- 2018 : Macron par Touraine, dialogue avec Denis Lafay
- 2021: "La société de communication et ses acteurs"

Sous la direction d'Alain Touraine :
- 1961 : La Civilisation industrielle (tome IV), in Histoire générale du travail
- 1965 : Les Travailleurs et les changements techniques
- 1982 : Mouvements sociaux d'aujourd'hui : acteurs et analystes

## Distinctions

### Docteurhonoris causa
Alain Touraine est docteur honoris causa des universités françaises et étrangères suivantes :
- École des hautes études en sciences sociales
- Université de Cochabamba (Bolivie, 1984),
- Université de Genève (Suisse, 1988),
- Université de Montréal (Canada, 1990),
- Université catholique de Louvain (Belgique, 1992),
- Université de La Paz (Bolivie, 1995),
- Université de Bologne (Italie, 1995),
- Université nationale autonome du Mexique (Mexique, 1996),
- Université de Santiago (Chili, 1996),
- Université Laval (Canada, 1997),
- Université de Córdoba (Argentine, 2000),
- Université de Valparaíso (Chili, 2004),
- Université nationale de Colombie (Colombie, 2006),
- Universitat Oberta de Catalunya (Barcelone, 2007)[40]
- Université York (Canada, 2008),
- Université catholique pontificale du Pérou, (2008).

### Prix et décorations
- Membre honoraire étranger de l'Académie américaine des arts et des sciences et de l'Académie polonaise des sciences
- Membre de l'Academia Europea
- Commandeur de la Légion d'honneur [41](1993)
- Officier de l'ordre national du Mérite
- Prix Princesse des Asturies 2010, catégorie Communication et Humanités
- Commandeur de l'ordre du Mérite de la république de Pologne (2012)[42]

### Vidéo
- Raymond Vouillamoz, La Folie Nanterre, 20 mars 1969, Radio télévision suisse, voir en ligne.